# 宋哀公
宋哀公（？—前800年），宋惠公之子，在位不足一年。子戴公立。